# Кара Колер
Кара Мішель Колер (англ. Kara Michelle Kohler, 20 січня 1991) — американська веслувальниця, олімпійська медалістка.

## Виступи на Олімпіадах
| Олімпіада   | Дисципліна     | Місце |
| ----------- | -------------- | ----- |
| Лондон 2012 | четвірка парна | 3     |
| Токіо 2020  | одиночки       | 9     |
| Париж 2024  | одиночки       | 5     |